# Labirintită
Labirintita, cunoscută și sub denumirea de neurită vestibulară, este un tip de disfuncție a urechii interne. Simptomele pot include senzația că lumea se învârte, vărsături și țiuit în urechi. Senzația că lumea se învârte este de obicei constantă; în timp ce prezența pierderii auzului este variabilă. Apariția este în general bruscă. Deși simptomele se pot ameliora după câteva zile, poate fi nevoie de șase săptămâni sau mai mult pentru o recuperare completă.
Cauza este considerată a fi o infecție virală, cum ar fi cea asociată cu răceala comună. În timp ce labirintita implică inflamația labirintului urechii interne, neurita vestibulară afectează nervul vestibular din urechea internă; ambele duc la simptome similare, iar termenii sunt în general utilizați interschimbabil. Diagnosticul se bazează pe simptome. Este un tip de tulburare vestibulară periferică (tulburare de echilibru).
Tratamentul poate include utilizarea antihistaminicelor, cum ar fi dimenhidrinatul, timp de câteva zile. Terapia de reabilitare vestibulară s-a dovedit a fi eficientă. Steroizii, cum ar fi metilprednisolonul, pot îmbunătăți recuperarea dacă sunt utilizați în primele trei zile de la apariție. Medicamentele antivirale nu s-au dovedit a fi eficiente. Deși majoritatea oamenilor se recuperează complet, unele persoane în vârstă pot avea amețeli persistente care durează luni de zile. Episoadele recurente sunt rare.
Aproximativ 3 până la 4 persoane din 100.000 sunt afectate în fiecare an. Poate apărea la orice vârstă, deși cei mai afectați sunt cei cu vârsta cuprinsă între 30 și 60 de ani. Afecțiunea a fost descrisă pentru prima dată în literatura medicală în 1909 de către Ruttin.